# Aloys Odenthal
Pour les articles homonymes, voir Odenthal (homonymie).
Aloys Odenthal (né le 8 mars 1912 à Düsseldorf, mort le 30 novembre 2003 dans la même ville) est un résistant allemand au nazisme et architecte.

## Biographie
En avril 1945, il participe à l'Aktion Rheinland, une action citoyenne à Düsseldorf pour livrer la ville sans qu'il y ait de combat aux forces américaines en marche.
Après la guerre, l'architecte et catholique pratiquant Aloys Odenthal joue un rôle clé dans la reconstruction des églises de Düsseldorf et dans la mémoire des crimes de guerre et du régime nazi.
Il est fait citoyen d'honneur de la ville de Düsseldorf le 23 octobre 1985. Dans le quartier de Gerresheim, où il vivait et travaillait, une place porte son nom entre la Neusser Tor et l'Alter Markt. 